# 뿔복
뿔복은 거북복과의 물고기이다. 몸길이는 30cm 정도이고 몸통은 단단한 껍데기로 싸여 있으며, 몸통의 단면은 5각형이다. 눈앞에 긴 가시가 앞을 향해 나 있고, 꼬리 쪽에도 가시가 두 개 있다. 산호초 주위에 살며 작은 생물을 잡아먹는다. 애완용으로 인기 있는 물고기다. 한국 남해, 일본·동중국해·필리핀·인도네시아·인도양·남아프리카 등에 분포한다.